# Medaglia di Waterloo (Hannover)

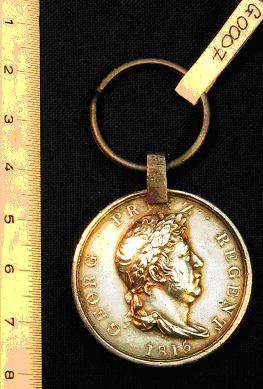
Medaglia di Waterloo (Hannover) - diritto

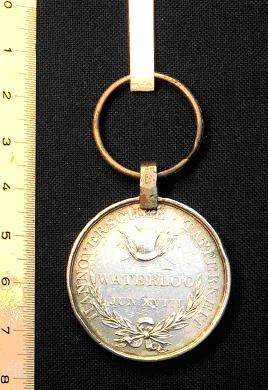
Medaglia di Waterloo (Hannover) - rovescio

La medaglia di Waterloo fu una medaglia di benemerenza creata nell'ambito del Regno di Hannover.

## Storia
La medaglia venne coniata nel dicembre del 1817 dal principe reggente Giorgio in nome di suo padre, il re Giorgio III per commemorare i veterani delle campagne napoleoniche ed in particolare per premiare i vincitori delle battaglie di Quatre Bras del 16 giugno 1815 e di Waterloo del 18 giugno 1815.
Essa poteva essere assegnata, secondo quanto stabilito dall'apposita patente di creazione, agli hannoveriani di nascita che avessero combattuto a Quatre Bras e Waterloo, senza distinzioni di rango militare. Questa onorificenza, invece, non era valida per quei soldati dell'Hannover che avessero combattuto col generale inglese Wellington, i quali godevano invece della medaglia di Waterloo concessa dal governo inglese. La medaglia era personale ed alla morte dell'insignito essa non era tramandabile.
La medaglia venne conferita in circa 23.000 esemplari.

## Insegne
La medaglia si presentava come un disco circolare d'argento: sul diritto si trovava il busto del principe reggente Giorgio, voltato verso destra, con la corona d'alloro sul capo e circondato dalla scritta "GEORG PRINZ REGENT 1815"; sotto il collo si trovava il nome dell'incisore del conio della medaglia "W.WYON".
Sul retro, invece, si trovava un trofeo d'armi, sotto il quale era posta la scritta "WATERLOO / JUN XVIII" rappresentante la data della Battaglia di Waterloo, sotto il quale stavano due rami d'alloro incrociati. Attorno al disegno centrale, si trovava la scritta "HANNOVERSCHER TAPFERKEIT" ("coraggio hannoveriano").
La medaglia aveva un diametro di 35 mm ed un peso variabile dai 26,7 ai 30 grammi.
Il nastro che sostiene la medaglia era roso con una striscia blu per parte.